# 西地清一
西地 清一（にしぢ せいいち、1932年3月15日 - ）は、日本競輪選手会大阪支部を経て、同会滋賀支部に在籍していた元競輪選手。期前選手。選手登録番号4027。

## 来歴
1952年3月、高松競輪場で開催された第2回全国都道府県選抜競輪・2000m競走を優勝。1963年3月、俗に復活ダービーと称され、一宮競輪場で開催された第16回全国争覇競輪決勝戦では、1着入線の白鳥伸雄に続き2着でゴールしたが、白鳥が内線突破により失格となったことから、繰り上がって優勝を果たした。
その後、選手登録地を大阪から滋賀に移す。1985年5月9日登録削除。通算勝利数892。また、実子の西地孝介（43期。引退）も競輪選手だった。

## 主な獲得タイトルと記録
- 1952年 - 全国都道府県選抜競輪2000m競走（高松競輪場）
- 1963年 - 全国争覇競輪（一宮競輪場）